# Bobby Rocks
Der Bobby Rocks sind eine eisfreie Felsformation im ostantarktischen Viktorialand. Sie ragen 6,5 km südlich der Ricker Hills in den Prince Albert Mountains auf.
Der United States Geological Survey kartierte sie anhand eigener Vermessungen und Luftaufnahmen der United States Navy aus den Jahren von 1956 bis 1962. Das Advisory Committee on Antarctic Names benannte sie 1968 nach Bobby J. Davis, Kommissar der Wintermannschaft auf der Amundsen-Scott-Südpolstation im Jahr 1966.